# Escalona ''Volumen 2''
Escalona "Volumen 2" es él es el quinto álbum del cantante colombiano Carlos Vives y la banda sonora que acompaña a la serie colombiana "Escalona", lanzado en 1992.

## Descripción
El álbum es lanzado durante la telenovela o miniserie que se hizo a honor al compositor vallenato Rafael Escalona, la cual el mismo Vives interpretó como protagonista a este gran compositor conocido en su país natal en esta conocida serie. Al igual que la telenovela del álbum se basa en vida del maestro Escalona y como surgieron los orígenes de sus canciones, la banda sonora se convirtió en un éxito, y marcaría a futuro a Carlos Vives y la banda "La Provincia".
La popularidad de esta grabación se traduciría en la culminación de Vives y de gran éxito de La Provincia, su primer disco adecuado Clásicos de la provincia .

## Lista de canciones
| Escalona, Volumen 2 |                      |                 |          |  |
| N.º                 | Título               | Escritor(es)    | Duración |  |
| 1.                  | «Casa En El Aire»    | Rafael Escalona |          |  |
| 2.                  | «Playonero»          | Rafael Escalona |          |  |
| 3.                  | «General Dangond»    | Rafael Escalona |          |  |
| 4.                  | «Hambre Del Liceo»   | Rafael Escalona |          |  |
| 5.                  | «Maye»               | Rafael Escalona |          |  |
| 6.                  | «Pirata De Loperena» | Rafael Escalona |          |  |
| 7.                  | «Historia»           | Rafael Escalona |          |  |
| 8.                  | «Paraguachón»        | Rafael Escalona |          |  |
| 9.                  | «Vieja Sara»         | Rafael Escalona |          |  |
| 10.                 | «Mala Suerte»        | Rafael Escalona |          |  |
| 11.                 | «Chevrolito»         | Rafael Escalona |          |  |
| 12.                 | «Despedida»          | Rafael Escalona |          |  |
| 13.                 | «Brasilera»          | Rafael Escalona |          |  |

- Datos: Q16492763